# George Alexander
George Alexander (Reading, 1858 – Londra, 1918) è stato un attore teatrale inglese.
Dopo un caldo esordio (1879), fiancheggiò (1881) Henry Irving a Londra.
Diresse per lungo tempo (1891-1918) il Saint James Theatre, optando per la messa in scena di moderne avanguardie dell'epoca.